# Dolní Les
Dolní Les (něm. Niederwald) je vesnice (osada), která je částí obce Vlčice. Leží 1,5 km východně od Vlčic. U osady se nachází Dolnoleský rybník.

## Historie
Dolní Les (do roku 1948 nazýván též Dolní Valteřice nebo jen stejně jako německy Niederwald) byl založen jako ves mlatců-zahradníků roku 1599 u staršího stejnojmenného panského dvora. Drobná zemědělská osada pak patřila trvale k Vlčicím, i když měla od konce 18. století vlastní katastrální území. Dolní Les nebyl po II. světové válce plně dosídlen a v 50. a 60. letech počet obyvatel výrazně klesl na zlomek předválečného stavu. Z 45 domů napočtených roku 1900, respektive 38 domů napočtených roku 1930, jich roku 2001 zbylo jen 9.

### Vývoj počtu obyvatel
Počet obyvatel Dolního Lesa podle sčítání nebo jiných úředních záznamů:
| Rok            | 1869 | 1880 | 1890 | 1900 | 1910 | 1921 | 1930 | 1950 | 1961 | 1970 | 1980 | 1991 | 2001 |
| -------------- | ---- | ---- | ---- | ---- | ---- | ---- | ---- | ---- | ---- | ---- | ---- | ---- | ---- |
| Počet obyvatel | 191  | 219  | 191  | 181  | 159  | 161  | 174  | 90   | 62   | 23   | 9    | 11   | 12   |

1. ↑  všichni Němci a řím. kat.

V Dolním Lese je evidováno 11 adres : 9 čísel popisných (trvalé objekty) a 2 čísla evidenční (dočasné či rekreační objekty). Při sčítání lidu roku 2001 zde bylo napočteno 9 domů, z toho 6 trvale obydlených.

## Zajímavosti
- kaple postavená roku 1905

## Fotogalerie

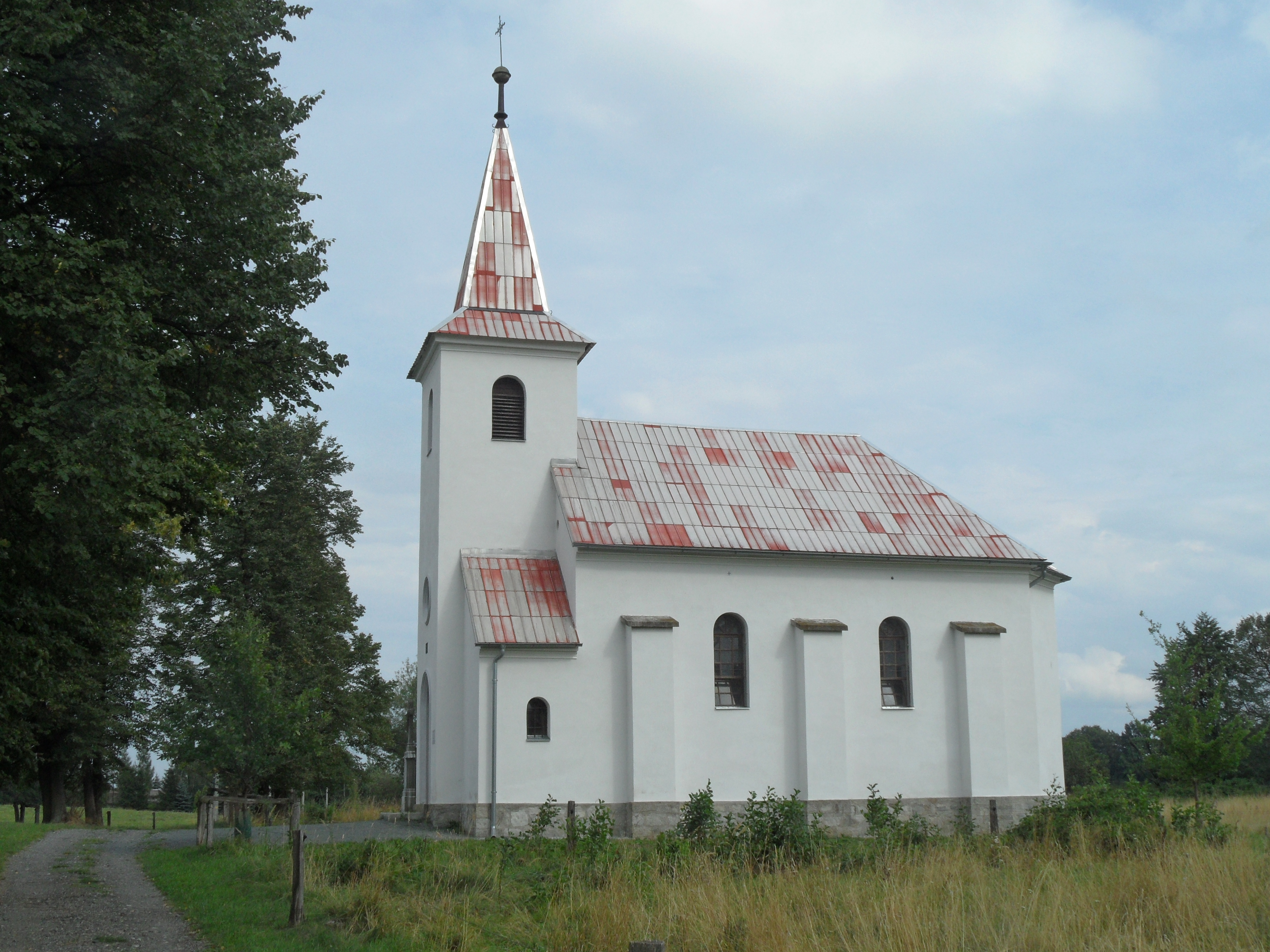
kostel od západu
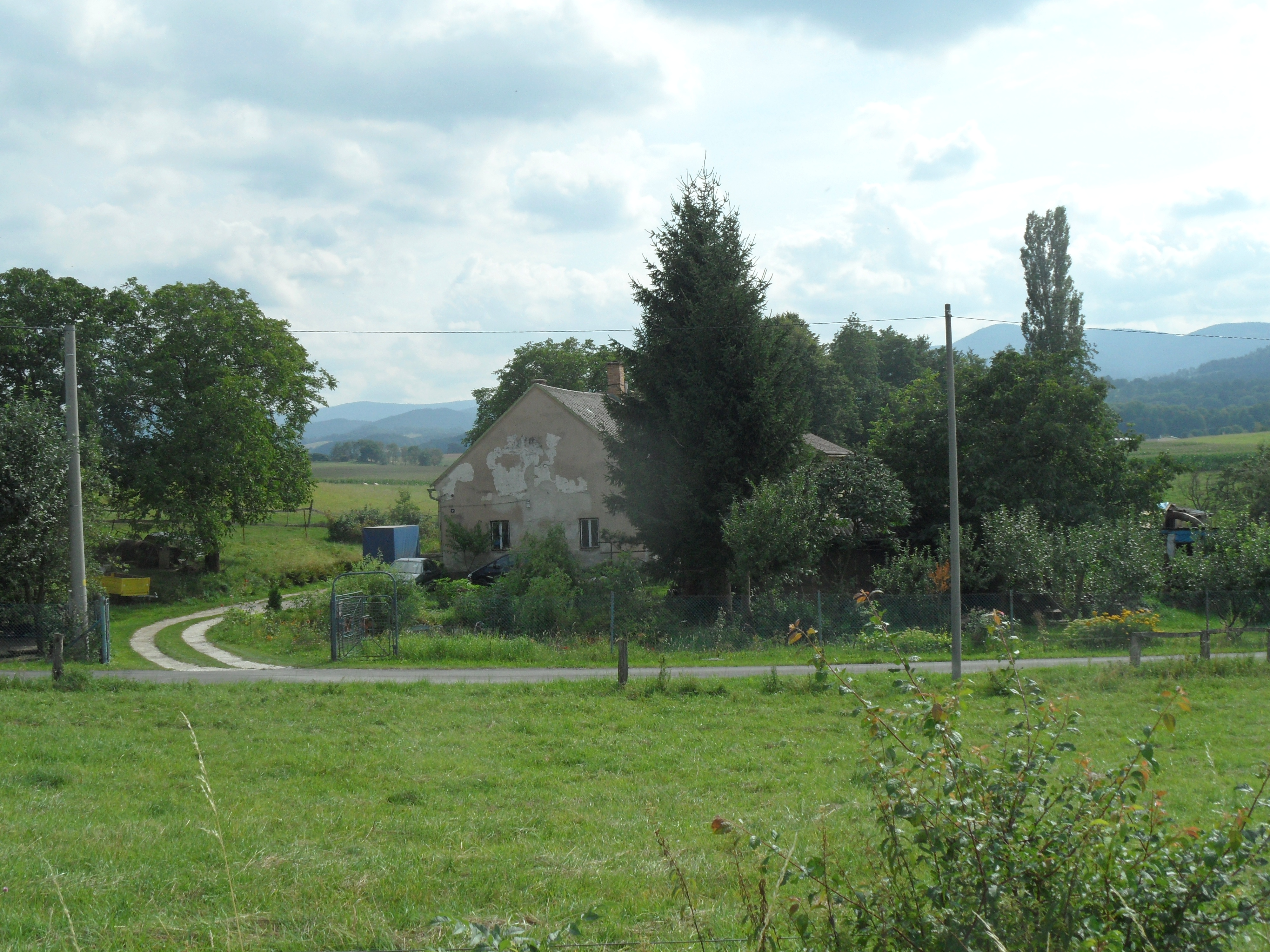
Pohled od příjezdové silnice
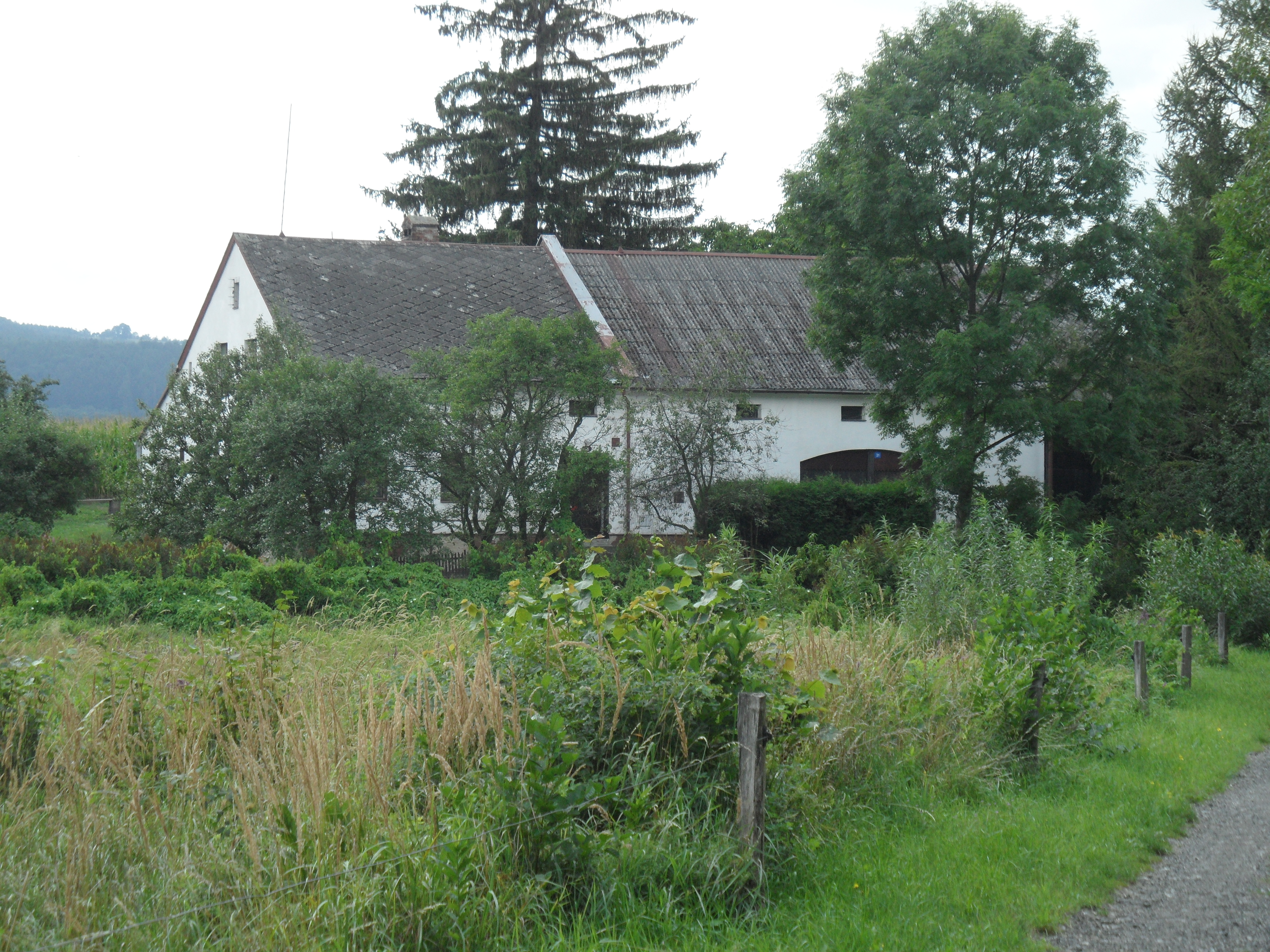
Stavení
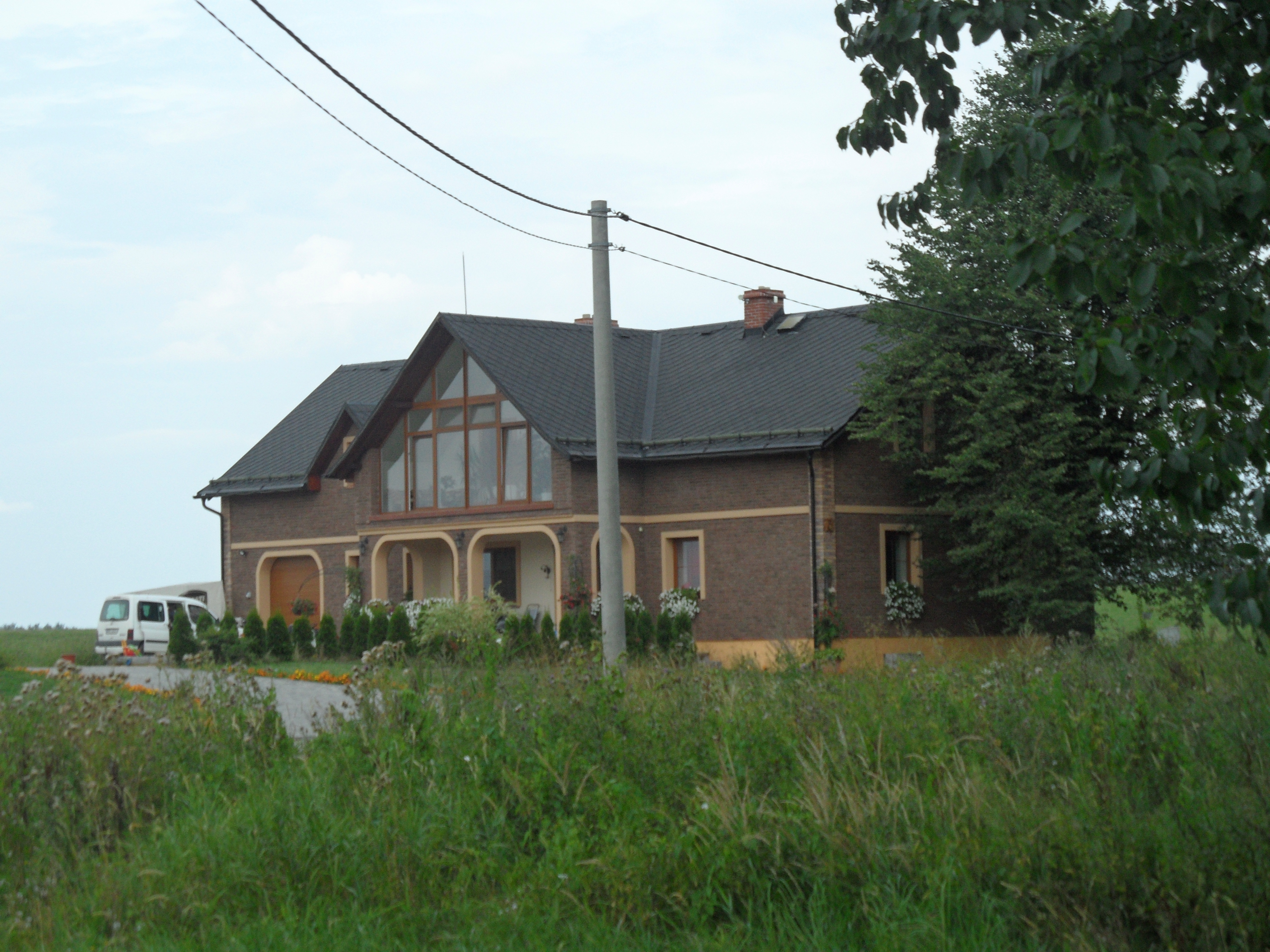
Velký dům